# Bulevardul Decebal din Chișinău
Bulevardul Decebal (până în 1991 str. Timoșenko) se află în sectorul Botanica. Are o lungime de cca 3 km. Începe de la Piața Iulius Cezar și continuă până la intersecția cu bd. Dacia. 
Poartă numele ultimului rege al dacilor, Decebal.

## Galerie

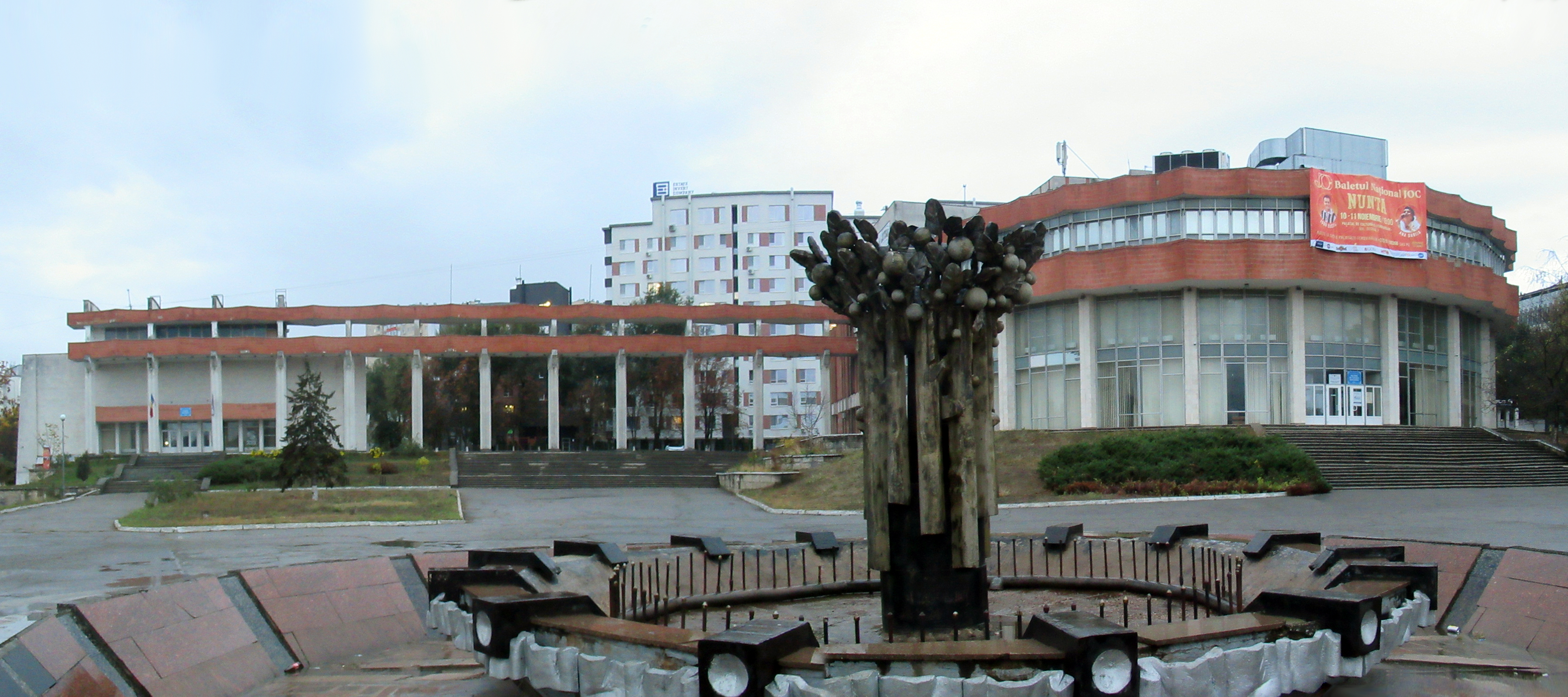
Palatul de cultură al feroviarilor cu havuz la începutul bulevardului, 1980, arhitecți B. Vaisbein și S. Șoihet
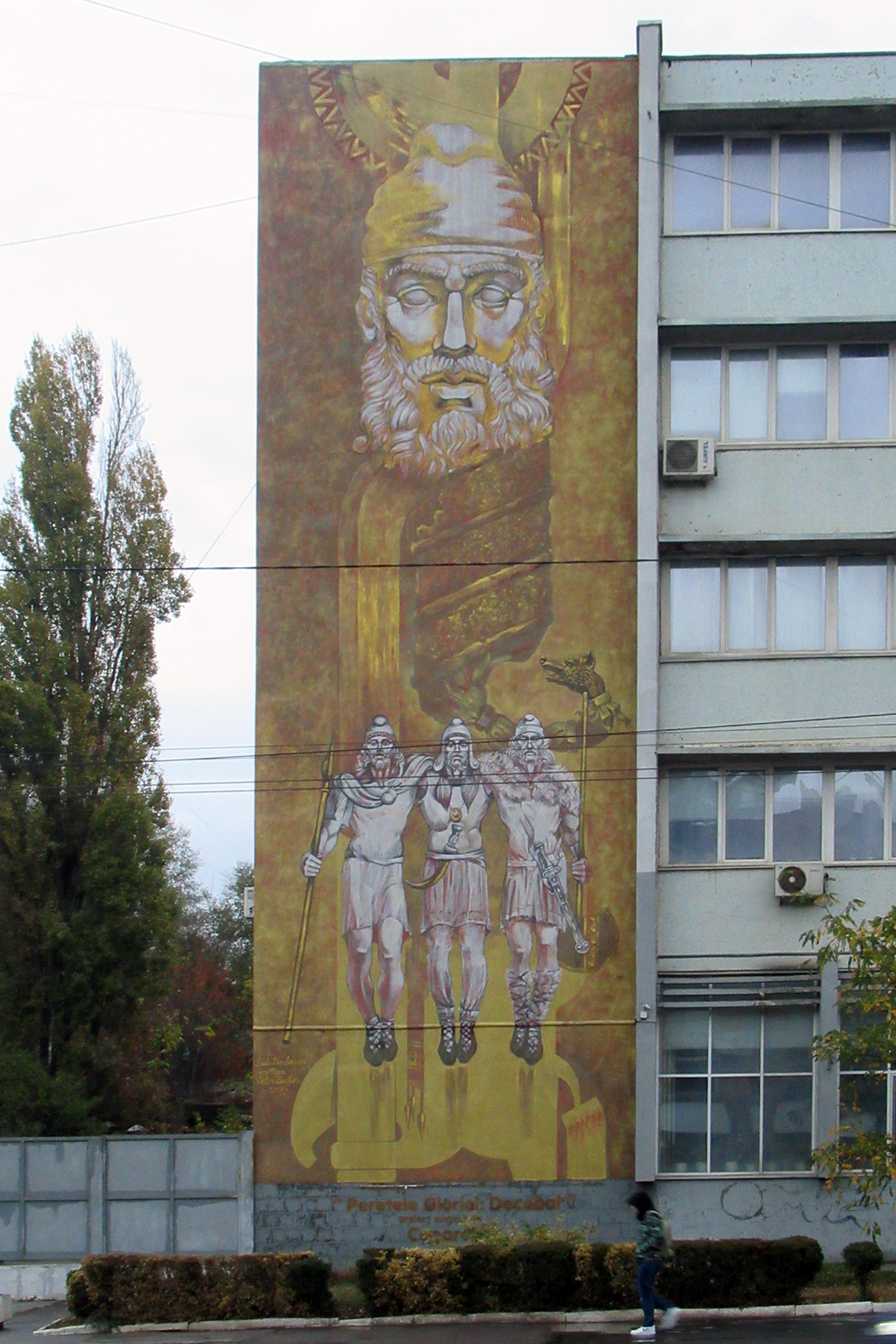
Pictură murală „Peretele Gloriei lui Decebal”, pictor Radu Dumbravă, 2017, pe clădirea nr. 3
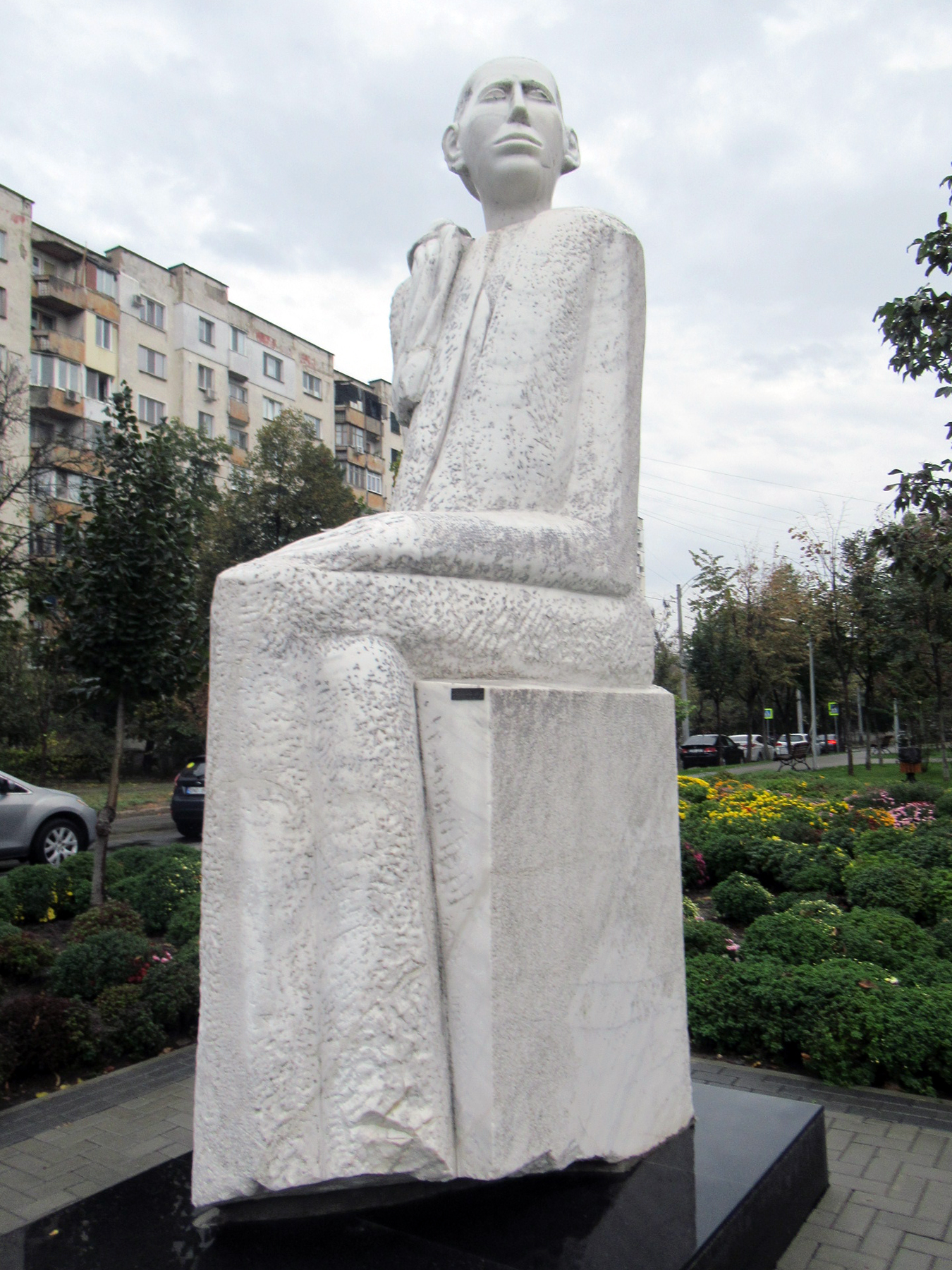
Bustul lui Nicolae Titulescu din scuarul de pe strada omonimă și bd. Decebal
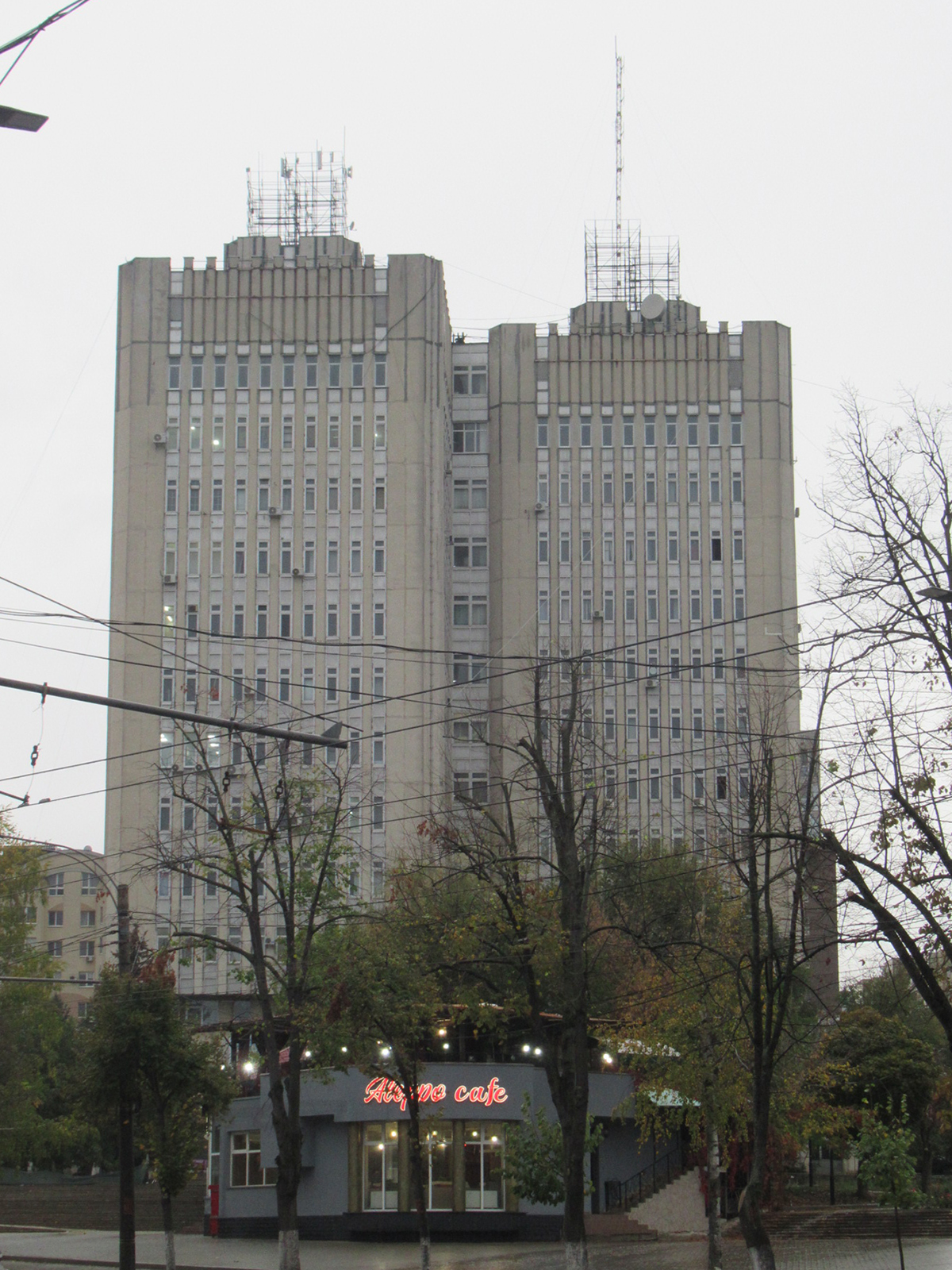
Clădirea nr. 76 – clădirea administrativă a fostei uzine „Sigma”
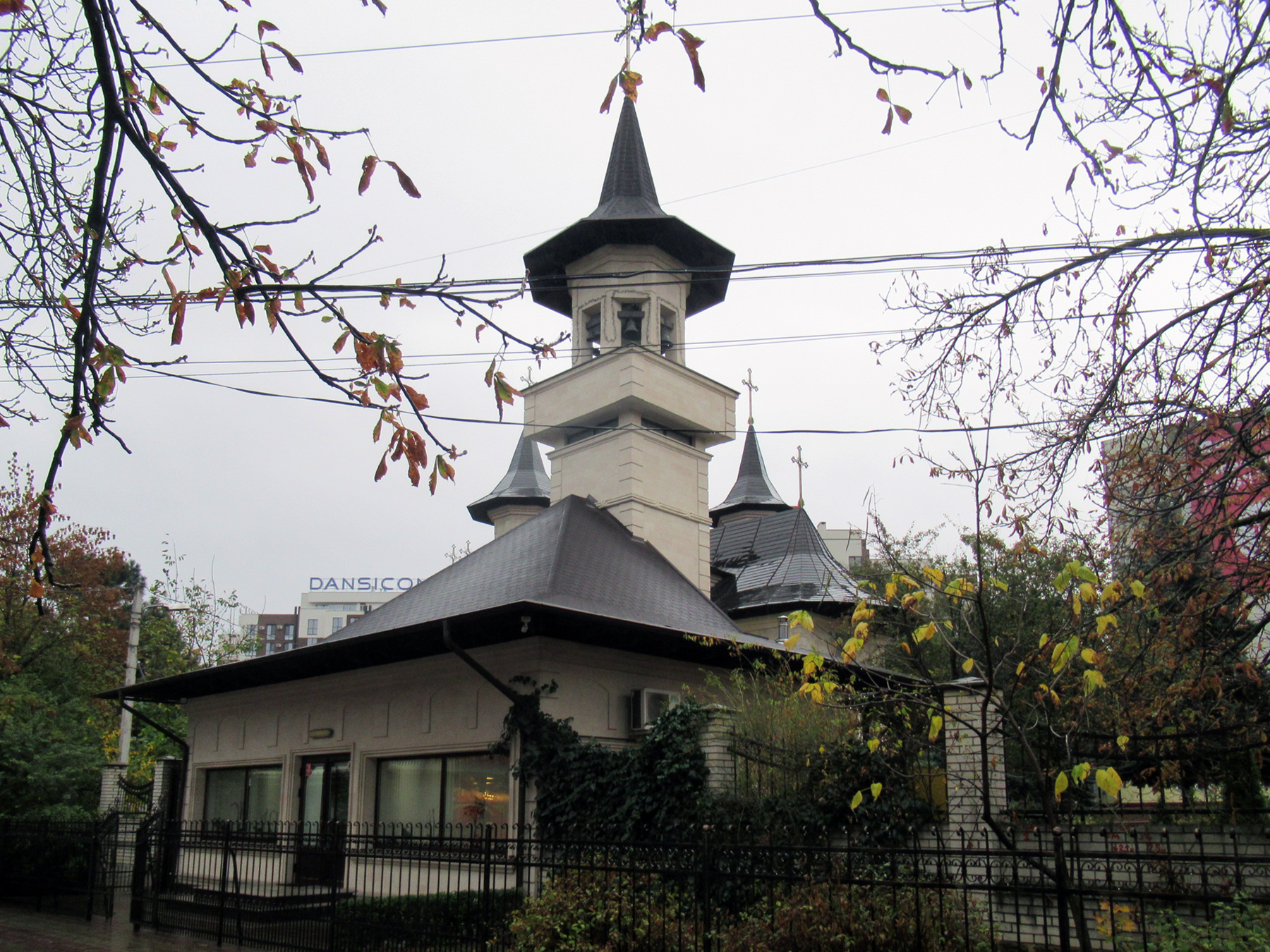
Clădirea nr. 93 – Biserica Sf. Parascheva